# Rosario Murillo Zambrana
Rosario Murillo Zambrana (Managua, 22 de juny de 1951) és professora, escriptora, activista i política nicaragüenca. Des del 10 de gener de 2017 és vicepresidenta de Nicaragua.
En 1969 es va integrar en el moviment guerriller Front Sandinista d'Alliberament Nacional. Va ser cofundadora en els anys 1970 del grup cultural Graderies d'oposició a la dictadura somocista. Se'n va anar a l'exili en 1977 involucrada en el treball polític i organitzatiu del FSLN. Va tornar al país amb el triomf de la Revolució Popular Sandinista en 1979.
Va conèixer a l'actual President de Nicaragua, Daniel Ortega Saavedra durant el seu exili a Costa Rica i des de llavors és la seva parella. El seu matrimoni eclesiàstic es va celebrar en 2005. Des de 2007 és primera dama de Nicaragua. Durant tota la seva trajectòria no ha deixat d'implicar-se en l'activisme i la política convertint-se en una de les figures més importants i emblemàtiques de Nicaragua. Va ser diputada de l'Assemblea Nacional de 1984 a 1990.
També és coordinadora del Consell de Comunicació i Ciutadania.

## Biografia
Va néixer a Managua en 1951. La seva família era originària de Chontales. El seu pare, Teódulo Murillo era un cotoner i amo de bestiar. La seva mare Zoilamérica Zambrana era una de les nebodes del general Augusto César Sandino que va lluitar contra l'ocupació nord-americana a Nicaragua. La família posseïa també terres situades en l'actual balneari El Trapiche. Rosario era la petita de quatre germanes. L'economia familiar va permetre que pogués realitzar els seus estudis superiors a Gran Bretanya i Suïssa on va obtenir certificats d'anglès i francès.
Entre 1967 i 1969 va ser professora d'idiomes a Managua, en el col·legi Teresiano i en l'Institut de Ciències Comercials. En 1969 Murillo es va integrar al moviment guerriller Front Sandinista d'Alliberament Nacional. El seu domini dels idiomes li va permetre treballar en el diari La Premsa amb el director Pedro Joaquín Chamorro i amb el poeta i escriptor Pablo Antonio Quadra. Amb ells va treballar durant un dècada, de 1967 fins a 1977 any del seu exili.

### Inicis com a escriptora
Va començar a escriure poesia en 1973, després de la mort del seu fill ocorreguda en el terratrèmol de 1972. Segons s'explica en el text de contraportada del seu primer poemari, Gualtayán (1975), l'escriptura va ser per a ella "l'inici en el constant exercici dels brincos, d'un costat a un altre, corrent com la vida mateixa".
És també l'any que cregui amb altres intel·lectuals el grup Graderies una brigada cultural conformada per poetes, artistes plàstics i músics. A l'inici organitzaven els seus concerts i recitals en les graderies de les esglésies d'allí el nom del grup i van haver de dispersar-se per causa de la repressió de la dictadura militar de Somoza. En aquest treball em sentia realment exercint l'ofici d'escriptor: recollir la vida nostra, escriure-la i retornar-la esperançada, àvida de fruites, al seu veritable amo: el poble. En 1974 Rosario Murillo va debutar com a poeta en La Premsa Literària. El següent any va veure la llum el seu primer poemari, "Gualtayán". El segon, "Puja a néixer amb mi" es va publicar en 1977.

### Poeta i guerrillera
Rosario María Murillo Zambrana es va convertir en una guerrillera de les lletres; denunciant a la dictadura, demanant suport cap a la lluita armada a Nicaragua des del poder de la literatura, la seva militància la va portar a la clandestinitat utilitzant pseudònims com "Gabriela" "Carolina" o "Berenice Valdemar". En 1976 va ser arrestada en Estelí per alteració a l'ordre públic, però va ser alliberada al poc temps. Una vegada en llibertat, en 1977 se'n va anar a l'exili. Va viure uns mesos a Panamà i Veneçuela, on va teixir xarxes de solidaritat amb la lluita sandinista. Després es va establir a Costa Rica i es va dedicar per complet al treball polític i organitzatiu del FSLN.
Des de 1978 comparteix la vida amb Daniel Ortega Saavedra, Comandant de la Revolució, membre de la Junta de Govern de Reconstrucció Nacional des de 1979 i el seu Coordinador de 1981 a 84, ExPresident de Nicaragua entre 1984 i 1990 i actual Secretari General del FSLN i actual president de la República de Nicaragua des de l'any 2006. Aquesta relació ha tingut i segueix tenint una forta incidència en la vida de la poeta, en la qual la política i la literatura estan fusionades.
En 1980 el poemari de Rosario Murillo "An un beu que cantar" (1981) va obtenir el recentment instaurat Premi de Poesia Jove Leonel Rugama, del Ministeri de Cultura. De 1981 a 1989 va formar part del Consell Editorial de Barricada, diari del FSLN; de 1981 a 1992 va ocupar el càrrec d'editora de Finestra, suplement cultural de dita diària.
De 1981 a 1989 va ser Secretària General de la Unió d'Escriptors de Nicaragua i des de 1982 a 1989 fungió com a Secretària General de l'Associació Sandinista de Treballadors de la Cultura (ASTC), una institució que va causar un gran impacte en les polítiques culturals del país, que tenia com contraparte al Ministeri de Cultural al capdavant del qual hi havia Ernesto Cardenal.
Durant la dècada sandinista va publicar l'antologia poètica "Estimar és combatre" (1982), "A les esplèndides ciutats" (1985) i "Les esperances misterioses" (1990). En perdre l'FSLN les eleccions en 1990, la poetisa va manar destruir el tiraje complet del seu llibre "Com els àngels". En el 2001 va editar l'assaig "El país que somiem... (o el viatge a la terra promesa)" (2001).

### Trajectòria política
Murillo es va integrar en el Front Sandinista d'Alliberament Nacional en 1969 i va militar en l'exili en la dècada dels 70. Al seu retorn a Managua després de la caiguda de la dictadura de Somoza en 1979 va formar part de la denominada "revolució sandinista".
En 1984 va ser elegida diputada de l'Assemblea Nacional, ocupant l'escó fins a 1990. Després d'en 1988 el Ministeri de Cultura es convertís primer en Direcció general de Cultura del Ministeri d'Educació i en 1989 es transformés en Institut de Cultura, Murillo es va exercir com el seu titular fins als inicis de 1991 després de la derrota electoral d'Ortega.
Entre maig i novembre del 2001 va treballar com a Cap de Premsa i Comunicació de la campanya presidencial del FSLN. L'any 2006 Daniel Ortega va guanyar les eleccions i va reprendre al poder amb el suport de Rosario. En aquesta etapa Rosario Murillo ha actuat com a portaveu del govern, és assessora del Front Sandinista d'Alliberament Nacional (FSLN) en premsa i comunicació i presideix el Consell de Comunicació i Ciutadania del Poder Ciutadà.

#### Candidata a la vicepresidència 2016
El 2 d'agost de 2016 es va anunciar la seva inscripció com a aspirant a la vicepresidència del país en la candidatura liderada per l'actual president Daniel Ortega per a les eleccions de novembre representat al FSLN - Aliança Unida Nicaragua Triomfa. Una decisió criticada per l'oposició com "l'inici d'una monarquia" i qüestionada per part del partit amb l'argument que la candidatura no respecta el lideratge històric del moviment. Segons una enquesta que es va fer pública al novembre de 2016 prèvia a les eleccions, Murillo era la persona que més grat despertava en la població de Nicaragüa amb un 79 % únicament superada pel seu espòs amb una acceptació del 81,1 %.
El 16 de novembre de 2016 el Consell Suprem Electoral va divulgar oficialment el llistat d'electes. El 10 de gener de 2017 va assumir formalment el càrrec.

### Fundació per a la Promoció de l'Amor
Des de 1998 és Presidenta de la Fundació per a la Promoció de l'Amor (FUNDAMOR) una fundació que té per objectiu "contribuir a l'acte-coneixement humà, el desenvolupament de l'autoestima individual i col·lectiva, el respecte, l'amor, la comprensió i la tolerància, l'harmonia i la solidaritat en tots els nivells de les relacions humanes; el respecte, amor i harmonia en les relacions amb la naturalesa i l'univers; la salut física, mental i espiritual dels éssers; el creixement i l'evolució cultural i espiritual de les persones i de la societat en general."

## Vida personal
Segons Esmeralda Cardenal companya de Rosario Murillo en el diari La Premsa i amiga, als 15 anys, quan Rosario Murillo va tornar de vacances d'Europa on estava estudiant, va conèixer a Jorge Narváez, el seu primer espòs i va sortir embarassada. A pesar que Rosario no volia casar-se amb ell, la seva mare la va obligar. Narváez és el pare de Zoilamérica, la filla primogènita de Rosario. Malgrat les desavinences va tenir un segon fill del matrimoni, Rafael. Finalment es va separar i va començar a treballar en el diari La Premsa, allí va conèixer al que seria el seu segon marit, el periodista de successos Anuar Hassan. Amb ell va tenir el seu tercer fill, que va morir en el terratrèmol de Managua de 1972.
En 1977 Rosari va decidir exiliar-se. Llavors tenia com a parella a Carlos Vicente "Quincho" Ibarra que també es va sumar a la petició d'asil en l'Ambaixada de Veneçuela a Nicaragua. Rosario Murillo i Quincho Ibarra es van anar de Nicaragua a Veneçuela, d'aquí a Panamà i finalment a Costa Rica on començaria la relació amorosa amb Daniel Ortega. La casa de seguretat on vivia Murillo a Costa Rica era l'oficina de propaganda internacional del Front Sandinista.

### Relació amb Daniel Ortega
Tots dos havien nascut al barri de Sant Antonio de Managua encara que amb prou feines es van relacionar en aquesta època i Rosario tenia més contacte amb el seu germà menor. Es van retrobar durant l'exili en 1977 en un museu a Caracas.
Murillo va relatar la trobada amb Ortega al maig del 2004: “Enrique (nom de guerra de Daniel) i jo ens retrobem, a Caracas, després de vides amb somnis en comú, i en solituds, després de la seva sortida de la presó. Sense que ningú ens hagués convocat —cita de la Providència, de la destinació, de la mà, dels designis de Déu?— el fat ens reuniria en la casa-museu de Simón Bolívar, al centre de la capital de Veneçuela”.
Daniel Ortega per la seva banda va explicar que durant els seus anys de presó de 1967 a 1974 llegia a Rosario en La Premsa. "Mai abans ens hem trobat, però va haver-hi com una intuïció… Ens identifiquem immediatament, comencem a conversar i d'allí, vam seguir desenvolupant la relació”.
En 1979 quan els sandinistes van enderrocar a Anastasio Somoza, la família Ortega Murillo es va traslladar a Managua. En 2005, any preelectoral, van celebrar un casament eclesiàstic dirigit pel cardenal emèrit Miguel Obando Bravo que va ser interpretat per l'oposició com un acte per atreure el vot catòlic. Ortega i Murillo davant les crítiques van declarar llavors que era una cerimònia "de renovació de vots" i que ja havien contret matrimoni a la fi de 1978 a Costa Rica en una cerimònia oficiada pel sacerdot guerriller, ja mort, Gaspar García Laviana.
Rosario Murillo ha tingut 11 fills, 7 d'ells amb Daniel Ortega.

### Relació amb la seva filla Zoiloamérica
El 22 de maig de 1998 la seva filla primogènita Zoilamérica Narváez Murillo (Managua, 1967) va denunciar haver estat abusada sexualment des dels 11 anys pel seu padrastre Ortega, Murillo es va posicionar a favor del seu marit i va dir sentir-se "avergonyida" de la seva primogènita: “Els dic amb tota franquesa, m'ha avergonyit terriblement que a una persona amb un currículum irreprotxable se li pretengués destruir i (que) anés la meva pròpia filla la que per aquesta obsessió i aquest enamorament malaltís amb el poder volgués destruir-la quan no va veure satisfeta la seva ambició”
El cas no va transcendir per la via legal a causa que Ortega gaudia d'immunitat com a expresident (1980-1990) i perquè la causa havia prescrit, segons la justícia nicaragüenca. El 8 març de 2008 amb motiu del Dia de la Dona i amb referències a una campanya que Rosario Murillo estava desenvolupant al país amb el lema "tot és possible amb el poder de l'amor" es va escenificar una reconciliació pública durant un programa de ràdio. Zoilamérica en 2016 denúncia la impunitat a Nicaragua i critica la concentració de poder al país.

## Publicacions
- Gualtayán (1975). Poesia. Managua. Edicions El Peix i la Serp / Editorial Unió)
- Puja a néixer amb mi (1977) Poesia i prosa. Managua. Edicions El Peix i la Serp
- Un deure cantar (1981) Poesia. Managua. Ministeri de Cultura
- Estimar és combatre (antologia) (1982) Managua. Editorial Nova Nicaragua
- En esplèndides ciutats (1985) Poesia. Editorial Nova Nicaragua. Col·lecció Lletres de Nicaragua
- Les esperances misterioses (1990) Poesia. Managua: Editorial Avantguarda.
- Com els àngels
- El país que somiem (el viatge a la terra promesa) (2001) Assaig. Managua: Edicions Caminodeamor.
- Plena primavera .